# الیگاتور

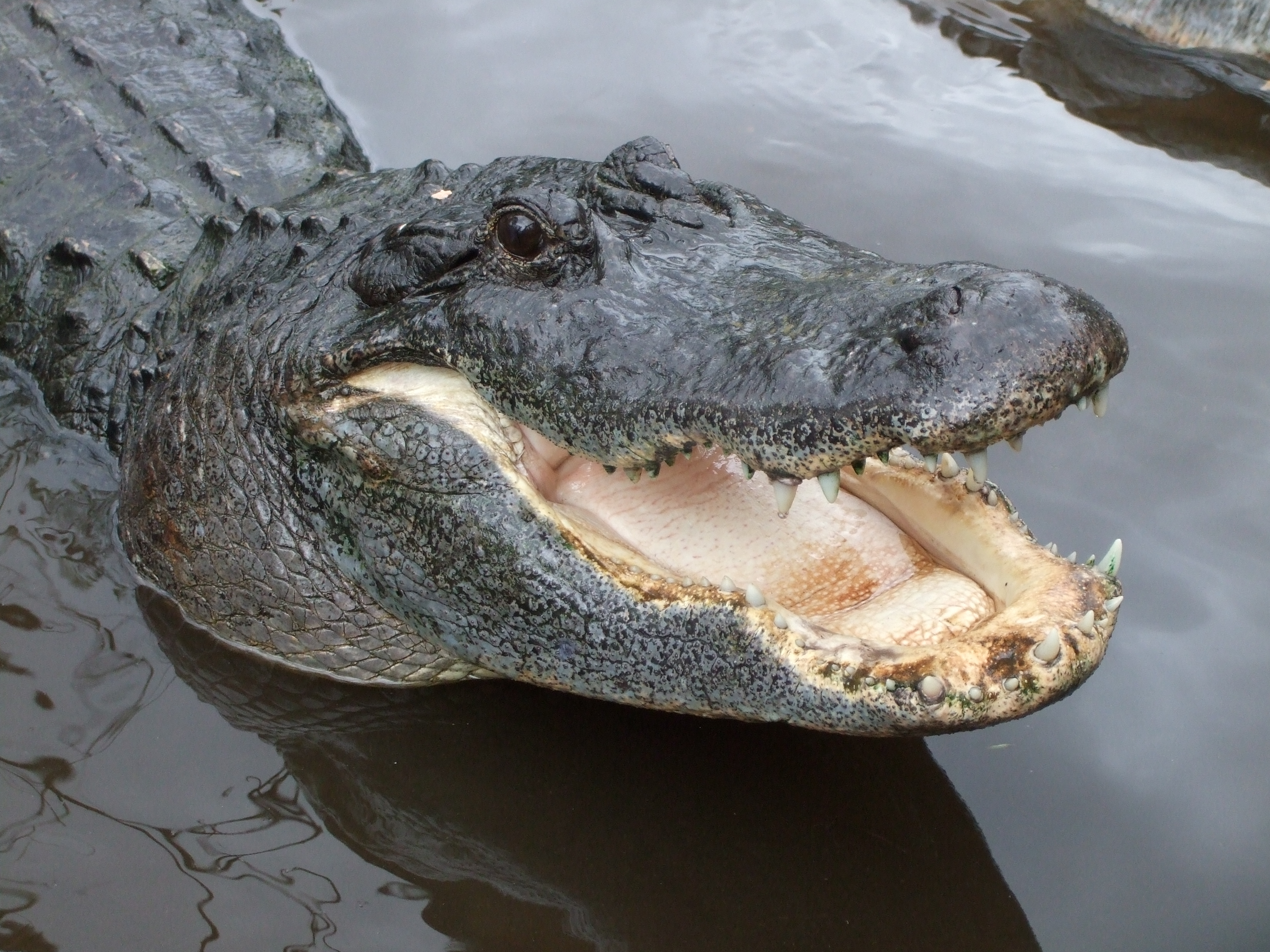
الیگاتور آمریکایی

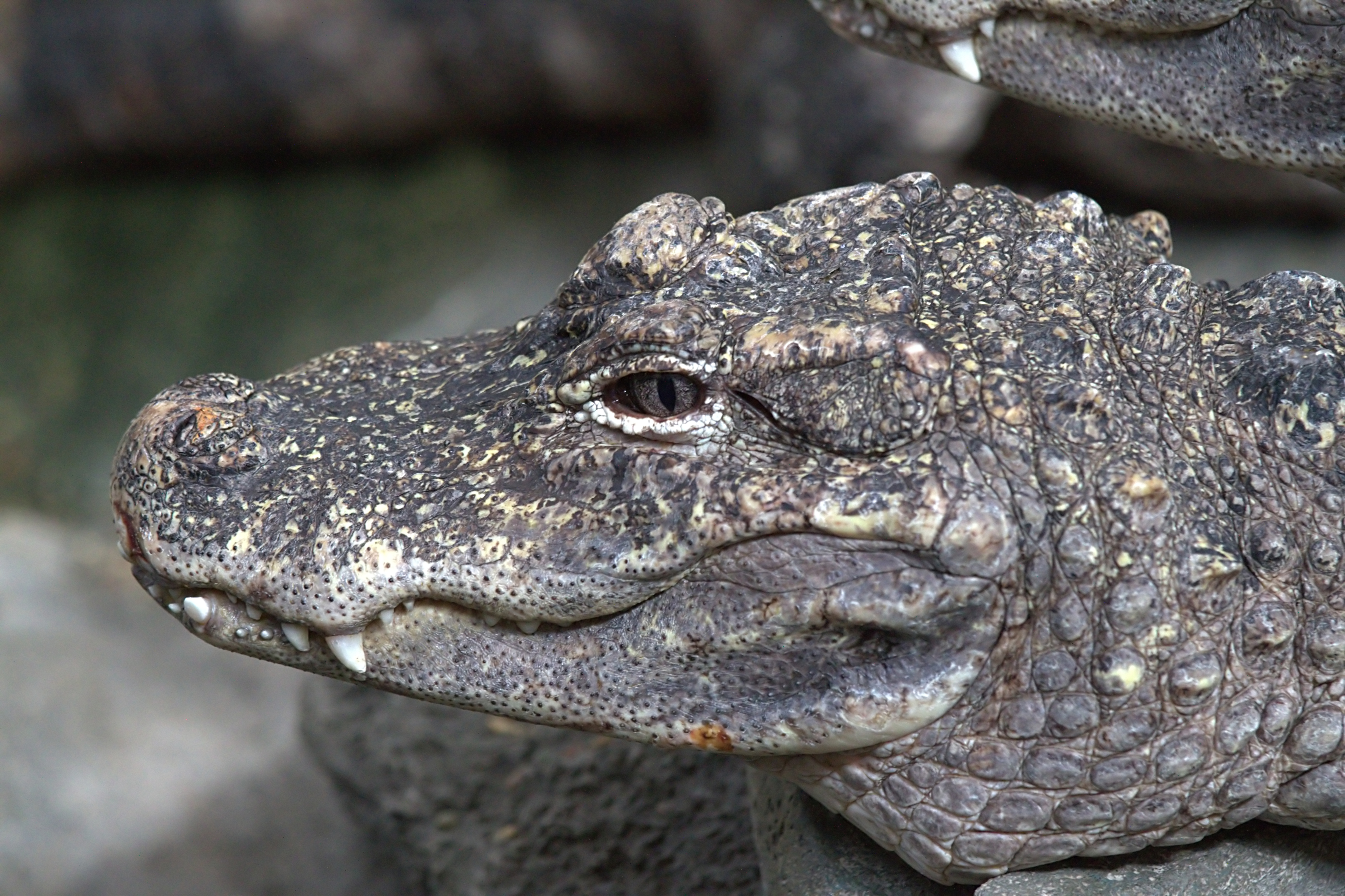
الیگاتور چینی

الیگاتور یا تمساح پوزه‌پهن یک سرده است. الیگاتورها و خویشاوندان آنها، کیمنها، اعضای پوزه‌کوتاه تیره الیگاتوران از رده تمساح‌سانان هستند. الیگاتورها، بیش از خویشاوندانشان قادر به تحمل سرما هستند. آنها در مناطق شمالی زندگی می‌کنند و در مواردی در طول زمستان، به خواب زمستانی فرو می‌روند. الیگاتورهای چینی، مدت زیادی را در مجراهای کم عمقی میگذرانند که در ساحل رودخانه حفر می‌کنند و در آنجا تخم می‌گذارند. دانش ما درباره الیگاتورهای آمریکایی، بیش از سایر تمساح‌ها است؛ زیرا این گونه بیش از هر خزنده دیگری مورد بررسی قرار گرفته است. البته احتمالاً رشد و نمو سایر گونه‌های الیگاتور نیز تا حدود زیادی مشابه همین گونه می‌باشد. از پوست الیگاتورها و کایمن‌ها چرم مرغوبی تهیه می‌شود و به همین دلیل بسیاری از آنها نابود شده‌اند. در بعضی از موارد، نابودی الیگاتورها به فاجعه‌ای اکولوژیکی منجر شده است؛ زیرا تعداد حشرات، جوندگان و ماهی‌ها، که غذای الیگاتورها را تشکیل می‌دهند، افزایش یافته است و این موجودات به صورت آفت درآمده‌اند.

## شرایط فیزیکی
الیگاتورها دم بلند و قدرتمندی دارند که در شنا کردن به آنها کمک می‌کند. پوزه الیگاتورها نسبت به تمساح‌ها کوتاه‌تر و کلفت‌تر است و زمانی که دهان آنها بسته است، باز هم دندان بزرگ چهارم آنها که در مرکز و بر روی آرواره پایین قرار دارد، نزدیک به جلوی دهان دیده می‌شود و در شکاف آرواره بالایی قرار می‌گیرد. هنگامی که الیگاتور دهان خود را می‌بندد، هیچ یک از دندان‌های آرواره پایین آن مشاهده نمی‌گردد.

## پراکندگی
الیگاتورها در نواحی گرم آمریکای جنوبی و سرزمین‌های شمال، تا حد کارولینای شمالی در ایلات متحده آمریکا دیده می‌شوند. الیگاتورهای چینی در کنار رودخانه یانگ تسه سفلی زندگی می‌کنند. کایمن‌ها نیز در مناطق گرمسیری آمریکا زندگی می‌کنند. لازم به ذکر است که الیگاتورها زمانی بسیار کمیاب بودند؛ اما امروزه بر اثر حفاظت، تعداد آنها افزایش یافته است.

## گونه‌ها
| subdivision =
- †Alligator mcgrewi
- †Alligator mefferdi
- الیگاتور آمریکایی
- †Alligator olseni
- †Alligator prenasalis
- الیگاتور چینی

علی بندی